# Pioussay
Pioussay ist ein Ort in der französischen Gemeinde Valdelaume und eine ehemalige Gemeinde mit zuletzt 301 Einwohnern (Stand: 1. Januar 2015) im Département Deux-Sèvres in der Region Nouvelle-Aquitaine (vor 2016 Poitou-Charentes).
Die Gemeinde Pioussay wurde am 1. Januar 2019 mit Bouin, Hanc und Ardilleux zur Gemeinde Valdelaume zusammengeschlossen. Die Gemeinde Pioussay gehörte zum Arrondissement Niort und zum Kanton Melle.

## Geographie
Pioussay liegt etwa 54 Kilometer südöstlich von Niort. Umgeben wurde die Gemeinde Pioussay von den Nachbargemeinden Hanc im Westen und Norden, La Forêt-de-Tessé im Osten, Theil-Rabier im Südosten und Süden, Paizay-Naudouin-Embourie im Süden und Südwesten.

## Bevölkerungsentwicklung
| Jahr                       | 1962 | 1968 | 1975 | 1982 | 1990 | 1999 | 2006 | 2013 |
| Einwohner                  | 583  | 522  | 437  | 379  | 332  | 302  | 314  | 311  |
| Quellen: Cassini und INSEE |      |      |      |      |      |      |      |      |

## Sehenswürdigkeiten
- Kirche Saint-Martin
- Schloss Jouhé aus dem 15. Jahrhundert

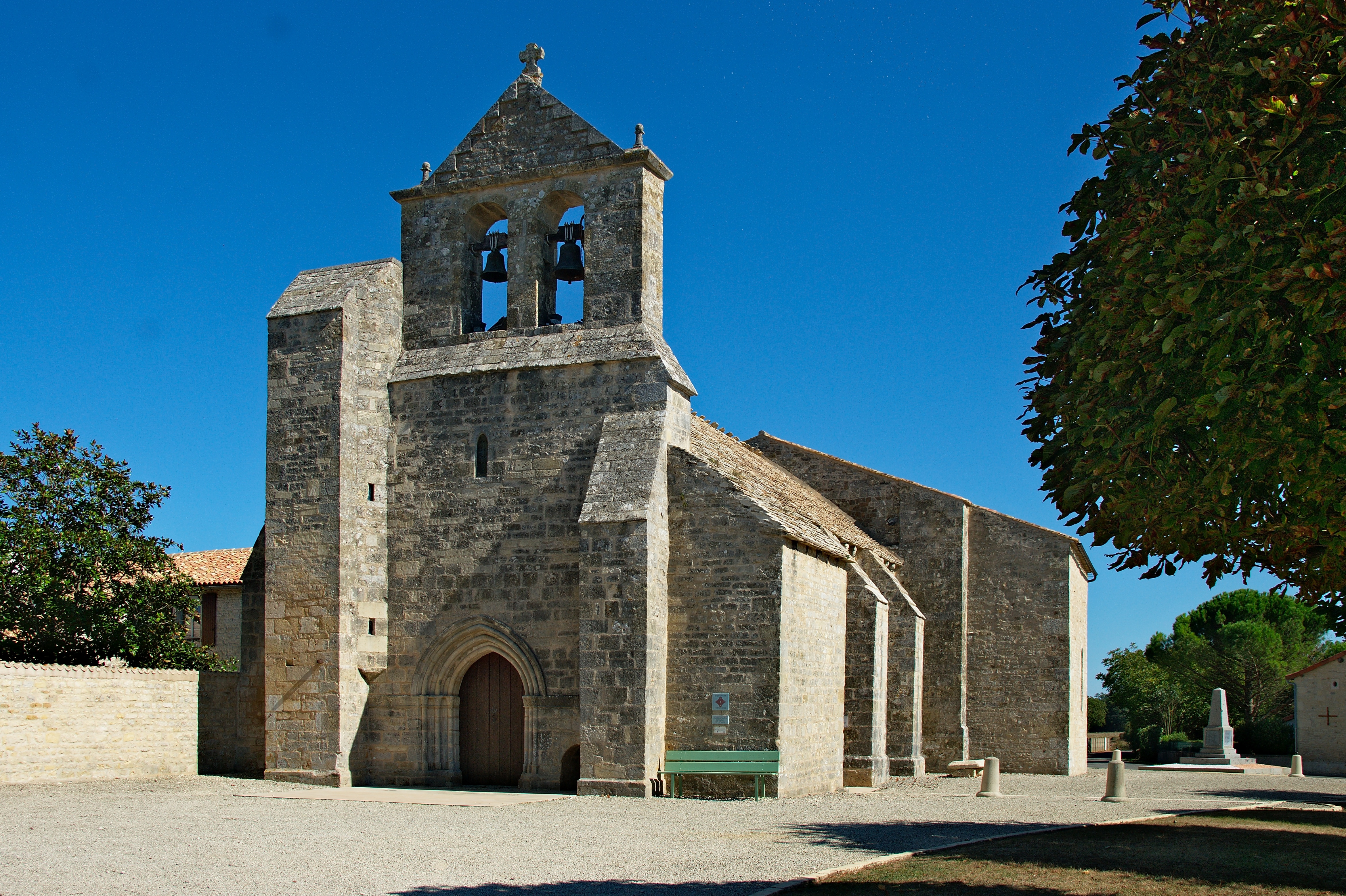
Kirche Saint-Martin
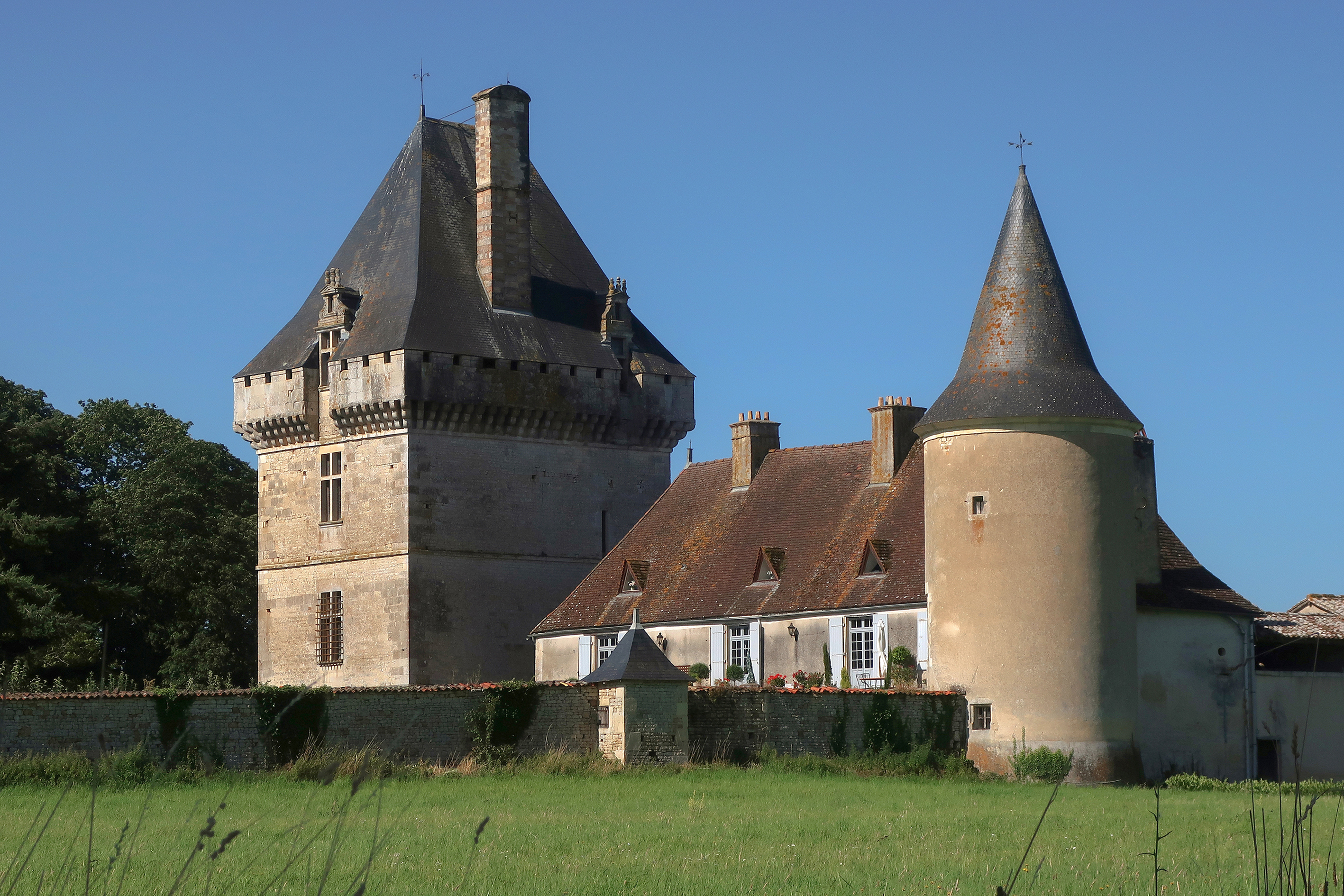
Schloss Jouhé